# 科技關鍵元素
科技關鍵元素（英語：technology-critical element，簡稱：TCE），是一種化學元素，它是現代和新興技術的關鍵原材料，導致其使用量顯著增加。類似的術語包括關鍵元素（critical elements）、關鍵材料（critical materials）、能源關鍵元素（energy-critical elements）和安全元素（elements of security）。
許多先進的工程應用，如清潔能源生產、通訊和計算，都使用了利用多種化學元素的新興技術。這些元素可以用來製作電池、太陽能光伏板、半導體和資料儲存設備等產品。掌控科技關鍵元素的供應，對國家科技的發展至為重要。2013年，美國能源部 (DOE) 成立了關鍵材料研究所來解決這個問題。

## 科技關鍵元素列表
科技關鍵元素列表的具體內容會依來源而不同，不過多半包括以下元素：
17個稀土元素
- 铈
- 镝
- 铒
- 铕
- 钆
- 钬
- 镧
- 镥
- 钕
- 镨
- 钷
- 钐
- 钪
- 铽
- 铥
- 镱
- 钇

6個鉑族金屬元素
- 铱
- 锇
- 钯
- 铂
- 铑
- 钌

12個相關元素
- 锑
- 铍
- 铯
- 钴
- 镓
- 锗
- 铟
- 锂
- 铌
- 钽
- 碲
- 钨

氧、硅、铝等元素在電子學上也很重要，但因為在地球上的豐度很高，不會列在以上列表中。